# Joseph Salvenmoser
Joseph „Seppi“ Salvenmoser (* 5. Mai 1965 in Kitzbühel) ist ein österreichischer Glasbläser, Designer und Leistungssportler in den Disziplinen Windsurfen (Division II) und Hängegleiten. Er wurde mehrfacher Welt-, Europa-, Staats- und Tiroler Meister in beiden Disziplinen und machte sich ab den 1980er-Jahren auch als freischaffender Künstler international einen Namen.

## Leben
Salvenmoser absolvierte 1979 seine Ausbildung zum Glasbläser an der Glasfachschule Kramsach. Nach beruflichen Stationen bei Siemens in München (1984–1986) und einem einjährigen Aufenthalt auf Hawaii (1986–1987) machte er sich 1987 in Kitzbühel selbstständig. Dort betreibt er seither ein eigenes Glasstudio. Er lebt mit seiner Familie in Kitzbühel.

## Sportliche Karriere

### Windsurfen
Salvenmoser war zwischen 1979 und 1987 aktiver Windsurfer. Er gewann 1982 die Jugend-Staatsmeisterschaft. In der Division II wurde er 2021 Vize-Europameister in Slowenien. In den Jahren 2022 (Österreich), 2023 (Deutschland) und 2024 (Frankreich) wurde er jeweils Europameister.

### Hängegleiten
Salvenmoser war von 2000 bis 2019 Mitglied des österreichischen Nationalteams im Hängegleiten. In dieser Zeit nahm er an zahlreichen internationalen Wettbewerben teil und erzielte Topplatzierungen:
- 2000: Europameisterschaft in Innsbruck – Europameister
- 2001: Weltmeisterschaft & Air Games in Spanien – Weltmeister
- 2002: Europameisterschaft in Frankreich
- 2003: Weltmeisterschaft in Brasilien
- 2005: Vize-Weltmeisterschaft in Australien
- 2006: Europameisterschaft in Kroatien
- 2007: 3. Platz bei der Weltmeisterschaft in Texas
- 2009: 2. Platz bei den World Air Games in Turin
- 2014: Vize-Weltmeisterschaft in Frankreich
- 2022: Teilnahme an der Europameisterschaft in Slowenien

Er wurde vielfach Tiroler Meister und war von 2005 bis 2019 regelmäßig Staatsmeister. Salvenmoser wurde mehrfach als „Sportler des Jahres“ in Kitzbühel ausgezeichnet, zuletzt im Jahr 2025. Seit 2000 wird er als Athlet von Red Bull gesponsert. 2004 erhielt er das Goldene Ehrenzeichen für Verdienste um die Republik Österreich.

## Künstlerisches Schaffen
Seit 1987 ist Salvenmoser als freischaffender Künstler in Kitzbühel tätig. Seine Arbeiten entstehen in freihändiger Technik ohne Form, überwiegend aus Duran-Glasröhren. Bekannt wurde er unter anderem durch das ikonische Schnapsglas der Tiroler Edelbrandmarke Rochelt, das er 1989 entwarf. Dieses wurde 1990 von Gault Millau als „Bestes Schnapsglas Österreichs“ ausgezeichnet. 1991 erhielt er den Staatspreis für angewandte Kunst für seine Gläserserie.
Salvenmoser wurde mehrfach für gestaltendes Handwerk prämiert. Drei seiner Gläserserien wurden in der renommierten „Glass Preview“ ausgezeichnet und im Corning Museum of Glass in New York ausgestellt. Auch die französische Sommelier-Vereinigung prämierte seine Weinglasserie.
Seine Werke wurden in internationalen Ausstellungen gezeigt, unter anderem im Glasmuseum Wertheim.

## Medienpräsenz
Salvenmoser wurde in zahlreichen Medien porträtiert, darunter ORF, ServusTV, ZDF und BR Fernsehen. Eine Auswahl an Dokumentationen befindet sich in seinem persönlichen Archiv.